# Michael Soroka
Michael John Graydon Soroka (Calgary, Canadá, 4 de agosto de 1997), más conocido como Michael Soroka, es un jugador profesional canadiense de béisbol que se desempeña en la posición de lanzador en Washington Nationals, equipo de las Grandes Ligas de Béisbol (MLB). Logró obtener el premio Segundo Equipo All-MLB.

## Carrera
Soroka jugó como profesional cuatro temporadas en Atlanta Braves (2018-2020, 2023), después pasó a Chicago White Sox (2024), luego a Washington Nationals.

## Premios
En 2019, fue galardonado con el premio Segundo Equipo All-MLB.